# Parasecodes simulans
Parasecodes simulans är en stekelart som beskrevs av Mercet 1924. Parasecodes simulans ingår i släktet Parasecodes och familjen finglanssteklar.
Artens utbredningsområde är:
- Algeriet.
- Kazakstan.
- Spanien.
- Azerbajdzjan.
- Turkmenistan.

Inga underarter finns listade i Catalogue of Life.